# The Singles: The First Ten Years
«The Singles: The First Ten Years» — подвійний альбом-компіляція шведського гурту ABBA, випущений в 1982 році. Він містив більшість пісень-хітів, записаних гуртом за десять років свого існування, і включив дві нові пісні: «The Day Before You Came» and «Under Attack». The Singles: The First Ten Years був випущений на CD в 1983 році, але на початку 1990-х років був замінений на успішніший випуск "'ABBA Gold: Greatest Hits (1992), а потім і на The Definitive Collection.
Сторона A
1. «Ring Ring[pl]» — 3:04
2. «Waterloo» — 2:42
3. «So Long» — 3:05
4. «I Do, I Do, I Do, I Do, I Do» — 3:15
5. «SOS» — 3:20
6. «Mamma Mia» — 3:32
7. «Fernando[pl]» — 4:13

Сторона B
1. «Dancing Queen» — 3:51
2. «Money, Money, Money[en]» — 3:05
3. «Knowing Me, Knowing You[en]» — 4:01
4. «The Name of the Game[en]» — 3:59
5. «Take a Chance on Me[en]» — 4:05
6. «Summer Night City[en]» — 3:34

Сторона C
1. «Chiquitita[en]» — 5:24
2. «Does Your Mother Know[en]» — 3:13
3. «Voulez-Vous[pl]» — 5:07
4. «Gimme! Gimme! Gimme! (A Man After Midnight)» — 4:50
5. «I Have a Dream[en]»- 4:42

Сторона D
1. «The Winner Takes It All» — 4:54
2. «Super Trouper[en]» — 4:12
3. «One of Us[en]» — 3:56
4. «The Day Before You Came[en]» — 5:50
5. «Under Attack[en]» — 3:46